# Pocatello
Pocatello és una població dels Estats Units a l'estat d'Idaho. Segons el cens del 2000 tenia 51.466 habitants.

## Demografia
Segons el cens del 2000, Pocatello tenia 51.466 habitants, 19.334 habitatges, i 12.973 famílies. La densitat de població era de 703,7 habitants/km².
Dels 19.334 habitatges en un 34,5% hi vivien nens de menys de 18 anys, en un 52,6% hi vivien parelles casades, en un 10,5% dones solteres, i en un 32,9% no eren unitats familiars. En el 25% dels habitatges hi vivien persones soles el 7,8% de les quals corresponia a persones de 65 anys o més que vivien soles. El nombre mitjà de persones vivint en cada habitatge era de 2,58 i el nombre mitjà de persones que vivien en cada família era de 3,1.
Per edats la població es repartia de la següent manera: un 26,6% tenia menys de 18 anys, un 16,7% entre 18 i 24, un 27,4% entre 25 i 44, un 18,9% de 45 a 60 i un 10,4% 65 anys o més.
L'edat mediana era de 29 anys. Per cada 100 dones de 18 o més anys hi havia 93,3 homes.
La renda mediana per habitatge era de 34.326 $ i la renda mediana per família de 41.884 $. Els homes tenien una renda mediana de 33.984 $ mentre que les dones 22.962 $. La renda per capita de la població era de 17.425 $. Aproximadament el 10,7% de les famílies i el 15,4% de la població estaven per davall del llindar de pobresa.

## Poblacions més properes
El següent diagrama mostra les poblacions més properes.